# Leonie Kubigsteltig
Leonie Kubigsteltig (* 1981 in Steinfurt) ist eine deutsche Theaterregisseurin, Tänzerin und Choreografin.

## Leben
Leonie Kubigsteltig studierte Angewandte Kulturwissenschaften und Ästhetische Praxis an der Universität Hildesheim und Theaterwissenschaft sowie Komparatistik und Philosophie an der Ruhr-Universität Bochum. Im Jahr 2002 ging sie nach England, um in Leeds zeitgenössischen Tanz an der Northern School of Contemporary Dance zu studieren. Darauf folgte ein Masterstudium in Movement Direction an der Central School of Speech and Drama in London. Sie arbeitete zunächst als Choreografin und Spielleiterin für zahlreiche UK Companies und Theater, darunter die Royal Shakespeare Company, das Young Vic, Gate-Theatre, Paines Plough und Sonia Friedman Productions (WestEnd), produzierte und inszenierte unter anderem am Southwark Playhouse.
Nach ihrer Rückkehr nach Deutschland 2012 arbeitete sie als Assistentin und Regisseurin am Schauspiel Frankfurt. Hier übersetzte und inszenierte sie die deutschsprachige Erstaufführung Beautiful Burnout von Bryony Lavery als ihr erstes partizipatives Projekt.
Ihre Inszenierung der deutschsprachigen Erstaufführung Der Zeuge von Vivienne Franzmann fand in Zusammenarbeit mit dem Museum für Moderne Kunst im Rahmen der Ausstellung Die göttliche Komödie. Himmel, Hölle, Fegefeuer aus Sicht afrikanischer Gegenwartskünstler statt. Am Theater Kiel inszenierte sie 2015 Muttersprache Mameloschn von Marianna Salzmann. Seitdem verbindet sie eine enge Zusammenarbeit mit der Bühnenbildnerin Katrin Bombe.
Neben einem Fokus auf neuer Dramatik entwickelt Kubigsteltig Recherche- und Partizipations-Projekte, so entstanden 2014 Sucht für das Junge Schauspiel Frankfurt und 2015 Die Agonisten, ein Tanz- und Musiktheaterprojekt mit jungen Menschen (mit und ohne Fluchterfahrung) am FFT Düsseldorf. Im Rahmen dieses Projektes hatte sie 2015 die Künstlerische Leitung für Kabawil e.V. Düsseldorf inne. Sie ist Absolventin der berufsbegleitenden Fortbildung in Musik- und Theatermanagement an der LMU München.

## Inszenierungen (Auswahl)
- 2011: Faith, Hope and Charity von Ödön von Horváth  am Southwark Playhouse in London[7]
- 2012: Beautiful Burnout von Bryony Lavery am Schauspiel Frankfurt (DSE)[8]
- 2014: Der Zeuge von Vivienne Franzmann am Schauspiel Frankfurt (DSE)[3]
- 2014: Sucht von Nicole von Horst u. a. am Schauspiel Frankfurt (UA)[5]
- 2015: Muttersprache Mameloschn von Marianna Salzmann am Theater Kiel[4]
- 2015: Die Agonisten von Leonie Kubigsteltig/Othello Johns am FFT Düsseldorf (UA)[6]
- 2017: Der rote Löwe von Patrick Marber am Theater Osnabrück[9]
- 2017: Die bleichen Füchse von Yannick Haenel am Theater Erlangen[10]
- 2018: Krieg im Frieden #1 von Sivan Ben Yishai am Maxim Gorki Theater[11]